# Teso (peuple)
Pour les articles homonymes, voir Teso.
Les Teso sont une population d'Afrique de l'Est vivant principalement à l'est de l'Ouganda, également de l'autre côté de la frontière à l'ouest du Kenya. 

## Ethnonymie
Selon les sources et le contexte, on observe différentes formes : Ateso, Bakedi, Bakidi, Bateso, Elgumi, Etossio, Ikumama, Iteso, Itesos,  
Itesyo, Kedi, Tesio, Tesos, Tesyo, Tezo, Wamia .

## Langue
Leur langue est le teso, du groupe des langues nilotiques orientales. Le nombre total de locuteurs est estimé à 1 849 000, dont 1 570 000 en Ouganda lors du recensement de 2002 et 279 000 au Kenya en 2001.

## Population

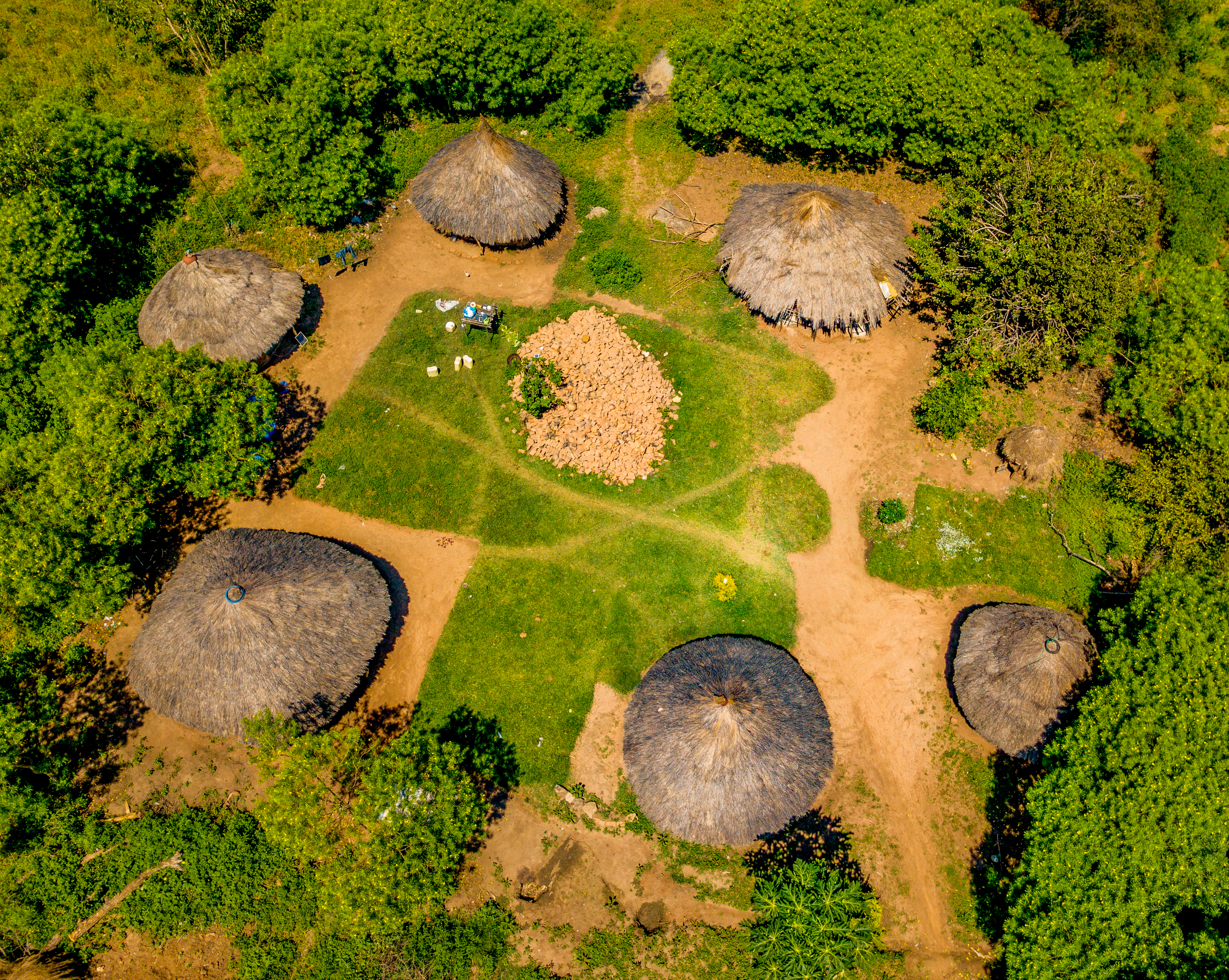
Vue aérienne d'habitations teso en Ouganda.

Lors du recensement de 2009 au Kenya, 338 833 Teso ont été dénombrés.

## Culture

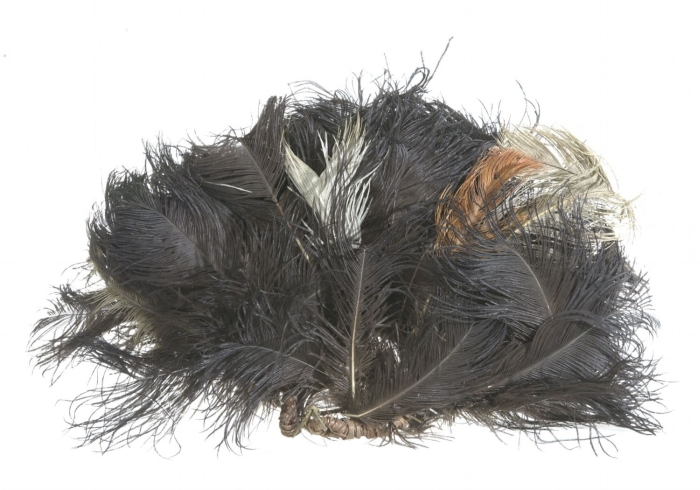
Coiffure de chef en plumes d'autruche